# She Loves Me Not (film fra 1918)
She Loves Me Not er en amerikansk stumfilm fra 1918.

## Medvirkende
- Harold Lloyd
- Snub Pollard
- Bebe Daniels
- Sammy Brooks
- Billy Fay
- William Gillespie
- Estelle Harrison
- Lew Harvey
- Bud Jamison
- Margaret Joslin
- Dee Lampton
- Oscar Larson
- Marie Mosquini
- James Parrott
- Dorothea Wolbert
- Noah Young